# Nafas-e amigh
Nafas-e amigh é um filme de drama iraniano de 2003 dirigido e escrito por Parviz Shahbazi. Foi selecionado como representante da Irã à edição do Oscar 2004, organizada pela Academia de Artes e Ciências Cinematográficas.

## Elenco
- Mansur Shahbazi
- Maryam Palizban
- Said Amini